# Дейвид I
Дейвид I (на шотландски келтски: Dabíd mac Maíl Choluim) е крал на Шотландия (1124 – 1153).

## Биография
Той е шестият син на крал Малкълм III Шотландски и Маргарет Шотландска. След смъртта на брат си Едгар I през 1107 г. съгласно неговата воля получава южните територии на Шотландия, докато по-големият му брат Александър I Шотландски – кралската титла и северните предели на страната.
През 1113 г. се оженва за Матилда, дъщеря на Валтеоф, саксонски граф, екзекутиран през 1076 г. от Уилям I Завоевателя. Тъй като Матилда е останала вдовица от първия си брак със Симон де Сейнт Лиз, граф на Нортхамптън и Хънтингтън, чрез този брак според законното право на съпругата си Дейвид получава и титлата граф на Нортхемптън и на Хънтингтън.
След смъртта на Александър през 1124 г. Дейвид става пълновластен владетел на цяла Шотландия. Неговото управление се счита за началото на феодализма в Шотландия.

Единственият му син Хенри, който е трябвало да го наследи, умира през 1152 г. на възраст около 38 години и Дейвид е принуден да определи за свой наследник най-големият от внуците си Малкълм IV. Една година по-късно на 24 май 1153 г. Дейвид умира и е погребан в абатството Дънфърмлин.